# Пам'ятники Конотопа
В статті наведено перелік пам'ятників, що розташовані в місті Конотоп Сумської області.

## Список пам'ятників Конотопа
| Назва                               | Дата встановлення | Розташування                | Фото       | Виноски |
| ----------------------------------- | ----------------- | --------------------------- | ---------- | ------- |
| Пам'ятник коню                      | 2008              | Вулиця Братів Лузанів 51    |            | [ 1 ]   |
| Пам'ятник трамваю                   | 2004              | Вулиця Клубна               |            | [ 1 ]   |
| Пам'ятник Казимиру Малевичу         | 2015              |                             |            | [ 1 ]   |
| Пам'ятник Тарасу Шевченку           | 1993              | проспект Миру, 21           | 219×219пкс | [ 2 ]   |
| Пам'ятник Тарасу Шевченку           |                   | проспект Червоної Калини, 7 | 219×219пкс |         |
| Пам'ятний знак Конотопської битви   | 2015              |                             | 219×219пкс | [ 3 ]   |
| Пам'ятник воїнам-інтернаціоналістам | 2013              |                             |            | [ 4 ]   |
| Пам'ятник Конотопським футболістам  |                   |                             |            | [ 5 ]   |